# Coccophagus pulcini
Coccophagus pulcini är en stekelart som beskrevs av Girault 1926. Coccophagus pulcini ingår i släktet Coccophagus och familjen växtlussteklar. Inga underarter finns listade i Catalogue of Life.